# Stojan Protić
Stojan Protić (Kruševac, siječanj 1857. – Beograd, 28. listopada 1923.), srpski političar i publicist, jedan od osnivača Narodne radikalne stranke, prvi predsjednik Vlade Kraljevine SHS. Za mjesto njenog vođe sukobio se s Nikolom Pašićem, te izgubio. U hrvatskim i slovenskim krajevima vjerovalo se da se sukobio s Pašićem jer je bio prijatelj s Hrvatima i Slovencima, no to se mišljenje ispostavilo pogrešnim jer se zalagao za Veliku Srbiju. Protić je autor knjiga O Makedoniji i Makedoncima, Albanski problem i Srbija i Austro-Ugarska, Srbi i Bugari u Balkanskom ratu, Tajna konvencija između Srbije i Austro-Ugarske itd.
- 1887. — izabran za zastupnika
- 1893. — privremeni upravnik grada Beograda
- 1901. — Član Samostalne monopolske uprave i zastupnik
- 29. svibnja 1903. do 16. svibnja 1905. - ministar unutarnjih poslova
- 17. travnja 1906. do 30. svibnja 1907. - ministar unutarnjih poslova
- 11. veljače 1909. do 8. svibnja 1912. - ministar financija
- 12. rujna 1910. do 25. lipnja 1911. - zamjenik ministra unutarnjih poslova
- 30. kolovoza 1912. do 22. studenog 1914. - ministar unutarnjih poslova
- 10. lipnja 1917. do 20. prosinca 1918. - ministar financija
- 3. studenog do 20. prosinca 1918. - zamjenik ministra vanjskih poslova
- 20. prosinca 1918. do 16. kolovoza 1919. - predsjednik (prve) Vlade Kraljevine SHS
- 19. veljače do 17. svibnja 1920. - predsjednik Vlade Kraljevine SHS